# Ortalis cinereiceps
Ortalis cinereiceps là một loài chim trong họ Cracidae.